# Wijo Koek
Wijo Koek (1958) is een Nederlands regisseur en scenarioschrijver die bekend is van onder meer Vet hard, en de televisieseries Flodder en Westenwind. Hij werkte meermaals samen met regisseurs als Dick Maas en Johan Nijenhuis.

## Algemeen
Koek volgde een opleiding aan de kunstacademie. Hij heeft onder meer verhalen geschreven voor de Donald Duck en computerspellen ontwikkeld voor de Commodore 64. Ook tekende hij de storyboards voor Dick Maas' speelfilm Flodder in Amerika! uit 1992. Toen Maas bezig was met de voorbereidingen van de televisieserie over de asociale familie Flodder, vroeg hij verschillende mensen om ideeën aan te dragen, waaronder Koek, die uiteindelijk de hoofdschrijver van de serie werd. Hij heeft eveneens teksten geschreven voor Dick Maas' films Flodder 3 en Moordwijven. Daarnaast schreef hij mee aan het scenario van bioscoopfilms als Costa! van Johan Nijenhuis, Vet hard van Tim Oliehoek en Dik Trom van Arne Toonen.

## Filmografie (selectie)

### Als schrijver
- Popoz (2015, film)
- Popoz (2013-2014, televisieserie)
- Bobby en de geestenjagers (2013, film)
- Bennie Stout (2011, film)
- Dik Trom (2010, film)
- Alibi (2008, film)
- Zoop in Zuid-Amerika (2007, film)
- Zoop in India (2006, film)
- Zoop in Afrika (2005, film)
- Vet hard (2005, film)
- Costa! (2001-2005, televisieserie)
- Bradaz (2001-2002, televisieserie)
- Costa! (2001, film)
- Westenwind (1999-2003, televisieserie)
- Westzijde Posse (1996-1997, televisieserie)
- Flodder 3 (1995, film)
- Flodder (1993-1999, televisieserie)

### Als regisseur
- Westzijde Posse (1996-1997, televisieserie)
- Flodder - aflevering Van de wereld (1995) en Egotrip (1999).